# 布兰登中学
布兰登中学（英語：Brandon Hall School）是一所美国公立中學，學校位於查塔胡奇河沿岸的森林地區，提供廣泛的體育和藝術機會以及各種多元文化和旅遊體驗。

## 歷史
布蘭登中學由西奧多和雪莉赫克特於1959年創立，位於查塔胡奇河上佔地27英畝的原始森林內。校園是著名的亞特蘭大莫里斯布蘭登和他的妻子哈麗特英曼的前夏季莊園，包括1920年代的原址。
從1980年至今，學校在各任校長的領導下，經歷了許多變化和改進。在此期間学校建造了教學樓和宿舍，设立了亞特蘭大體育大會，同时引入了各種男女生的競技體育項目。学校也被教育部認可為藍絲帶學校。